# Pim Boellaard

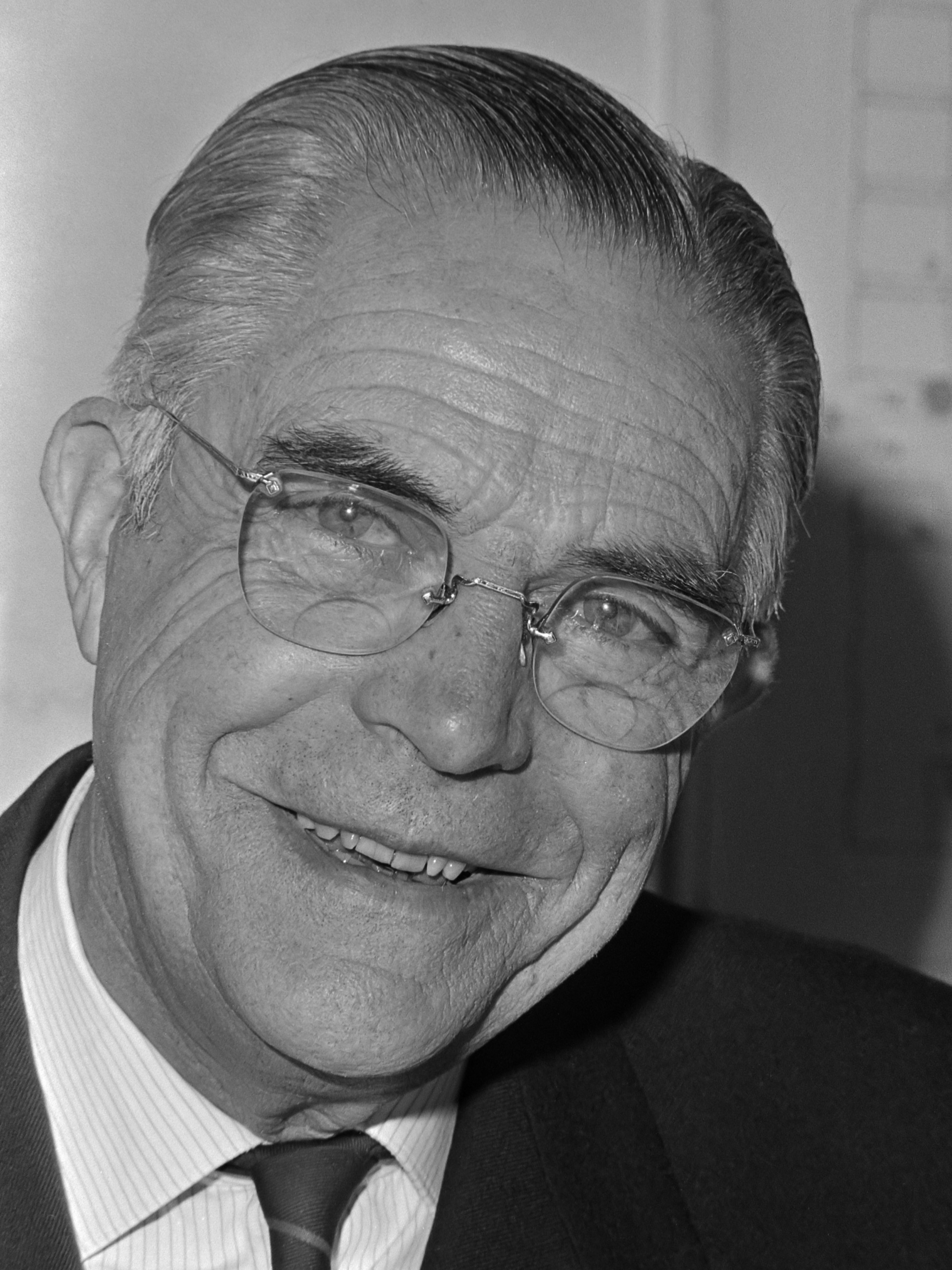
Pim Boellaard (1971)

Willem Anton Hendrik Cornelius (Pim) Boellaard (Delft, 16 augustus 1903 – De Bilt, 27 januari 2001) was een Nederlands ondernemer, militair, politicus en verzetsman.

## Familie
Boellaard was een lid van het geslacht Boellaard en een zoon van Willem Hendrik Cornelius Boellaard (1866-1951), officier, laatstelijk luitenant-generaal titulair en plaatsvervangend gouverneur van de residentie, en Margaretha Antoinette Römer (1879-1973). Hij trouwde in 1929 Anna Louisa barones van Heeckeren (1907-1991), kunstschilderes; zij kregen een zoon wiens echtgenote, Maria Julie Boellaard-Stheeman, hofdame van koningin Beatrix was.

## Levensloop
Boellaard stamde uit een geslacht waarvan de mannelijke leden sinds 1790 generaal waren geweest, maar koos zelf voor een carrière bij een verzekeringsmaatschappij, nadat hij zijn studie aan de Nederlandsche Handels-Hoogeschool in Rotterdam had afgesloten. In zijn studiejaren was Boellaard lid van het Rotterdamsch Studenten Corps.
In 1939 werd hij als reservekapitein bij de artillerie gemobiliseerd.  Bij de Duitse inval in 1940 was hij betrokken bij de tegenaanval op de Duitsers, die het vliegveld Ockenburg hadden ingenomen. Na de capitulatie van de Nederlandse strijdkrachten op 15 mei 1940 werd Boellaard gewestelijk commandant van de ordedienst in de regio Utrecht. De ordedienst was een verzetsorganisatie van reserveofficieren van het Nederlandse leger.
Arrestatie en verhoor

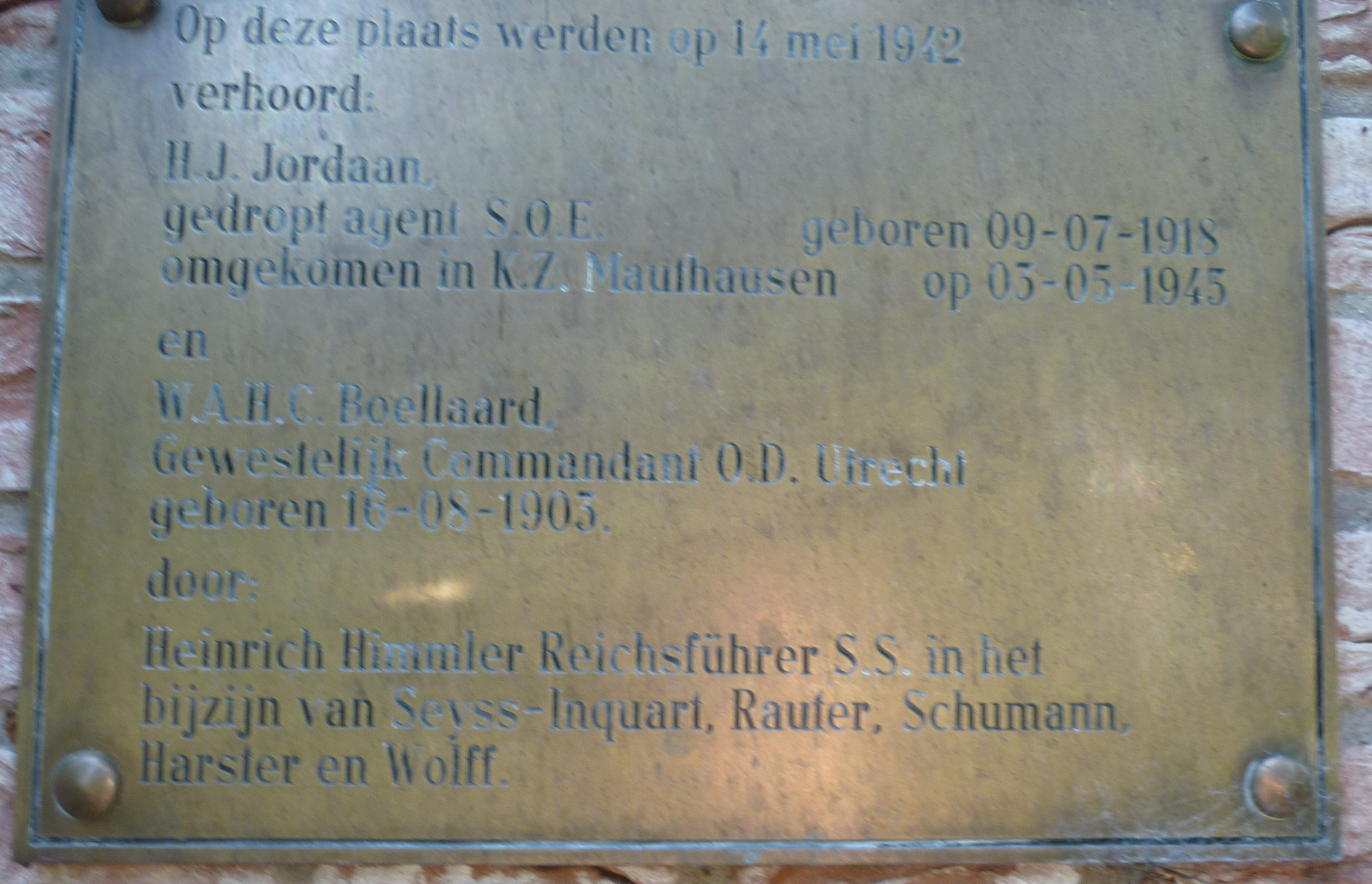
Plaquette in Clingendael

In mei 1942 werd Boellaard gearresteerd en kwam in de gevangenis van Scheveningen (Oranjehotel) terecht. Hoewel hij op 11 mei werd ondervraagd sloeg hij niet door. Reinhard Heydrich was bij dit verhoor aanwezig. Hij werd toch ter dood veroordeeld.
Toen Boellaard op 14 mei uit zijn cel gehaald werd, dacht hij dat zijn laatste uur geslagen had. Hij werd echter geknipt en geschoren en daarna naar landgoed Clingendael gebracht. Han Jordaan onderging dezelfde behandeling. Op Clingendael volgde een uitgebreid gesprek met Himmler, die even in Den Haag was om met de Nazitop de laatste details te bespreken over de wegvoering van joden naar de vernietigingskampen. Toen Boellaard en Jordaan aankwamen, volgde een gesprek met Himmler, waarbij ook Hanns Rauter, Otto Schumann, Wilhelm Harster en Karl Wolff aanwezig waren. Ze liepen tijdens dit gesprek in het park rond om niet afgeluisterd te kunnen worden. Later bleek dat Boellaard en Jordaan waren uitgenodigd omdat Himmler weleens een prototype verzetsman wilde ontmoeten.  
Kampen
Via Kamp Amersfoort belandde Boellaard in het concentratiekamp Natzweiler-Struthof. Boellaard maakte in die moeilijke omstandigheden indruk, omdat hij zijn waardigheid wist te bewaren en de tegenstellingen tussen communisten en oranje-aanhangers wist te verzoenen. 
Toen de geallieerden in september 1944 oprukten, werd Boellaard overgebracht naar Dachau. Hier was hij betrokken bij het International Prisoners Committee, een illegaal overleg tussen gevangenen van verschillende nationaliteiten.  
Na de bevrijding van Dachau verliep de repatriëring van de Nederlandse ex-gevangenen moeizaam. Boellaard reisde naar Nederland en wist met steun van prins Bernhard voor de nodige transportmiddelen te zorgen. 

### Na de oorlog
Na de oorlog was Boellaard verzekeringsdirecteur  en statenlid voor de VVD in de Provinciale Staten van Utrecht en vervulde hij een belangrijke rol in organisaties voor oud-gevangenen. Hij was onder meer de oprichter van het Nederlands Dachau Comité.
In april 2013 schonk Boellaards zoon Willem aan het Verzetsmuseum in Amsterdam de blauw-grijs gestreepte kampjas van zijn vader en het deksel van de kist waarin hij in Dachau zijn persoonlijke bezittingen bewaarde. Aan de binnenkant van dat deksel had hij een schaakbord getekend. Daarnaast stond zijn naam, W. Boellaard, en zijn kampnummer, 100649, en de letters BLÄ 20 (Block älteste).